# Blå rovbärfis
Blå rovbärfis (Zicrona caerulea) är en insektsart som först beskrevs av Carl von Linné 1758.  Blå rovbärfis ingår i släktet Zicrona och familjen bärfisar. Arten är reproducerande i Sverige. Inga underarter finns listade i Catalogue of Life.

## Bildgalleri

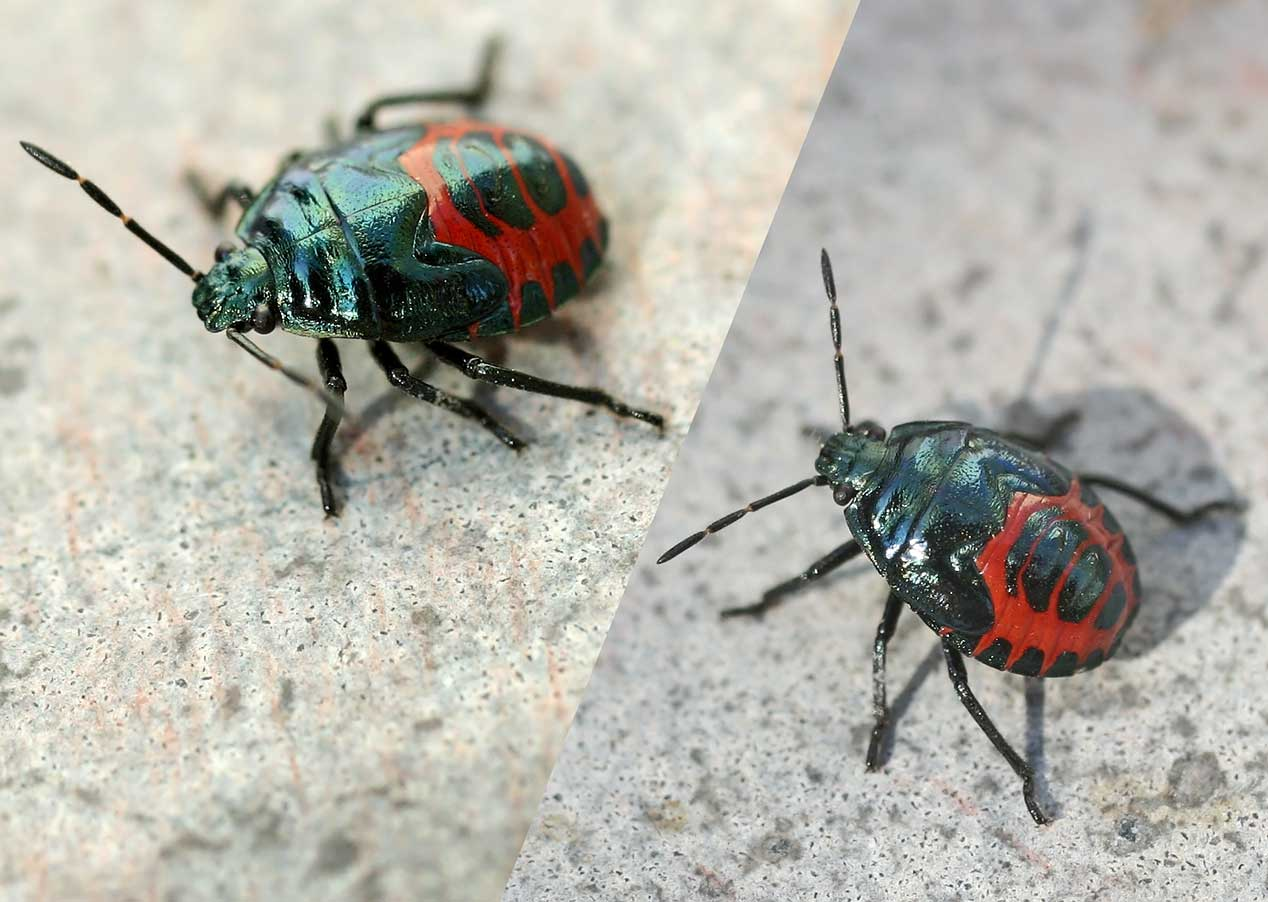
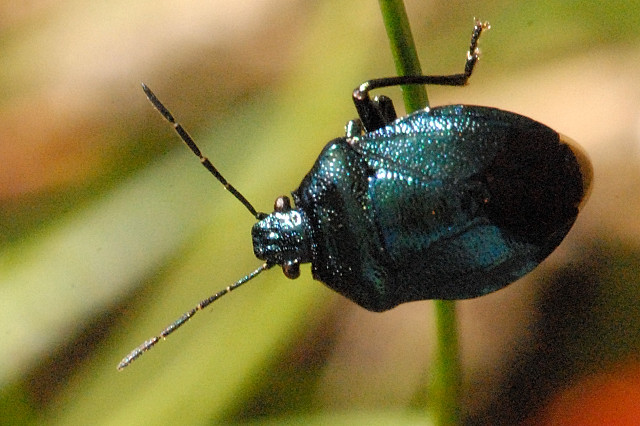
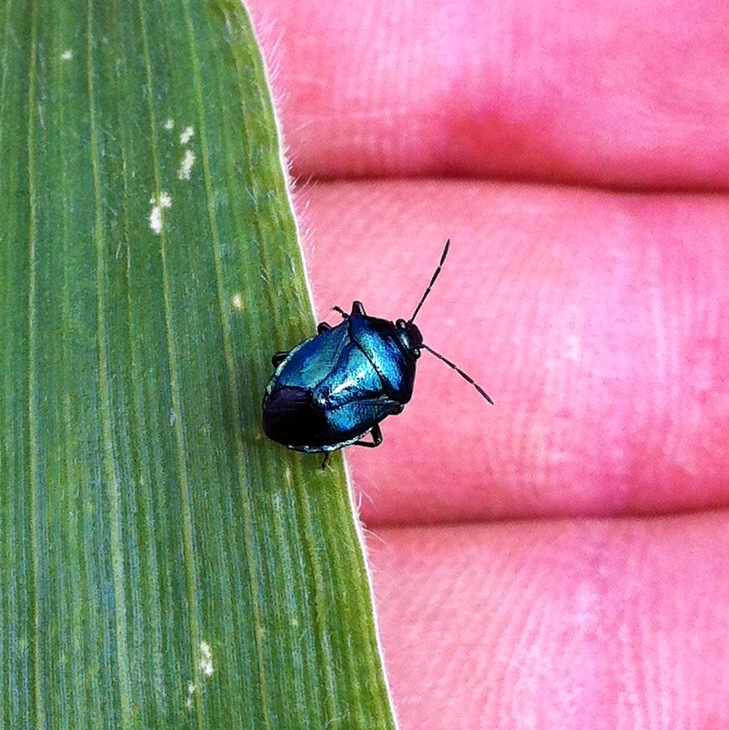